# Conflandey
Conflandey è un comune francese di 415 abitanti situato nel dipartimento dell'Alta Saona nella regione della Borgogna-Franca Contea.
Nel suo territorio la Lanterne confluisce nella Saona.

## Società

### Evoluzione demografica
Abitanti censiti